# (31113) Stull
(31113) Stull est un astéroïde de la ceinture principale.

## Description
(31113) Stull est un astéroïde de la ceinture principale. Il fut découvert le 19 août 1997 à Alfred University (en) par David R. De Graff et J. Scott Weaver. Il présente une orbite caractérisée par un demi-grand axe de 2,36 UA, une excentricité de 0,08 et une inclinaison de 5,9° par rapport à l'écliptique.

## Compléments